# Púlpits de San Lorenzo

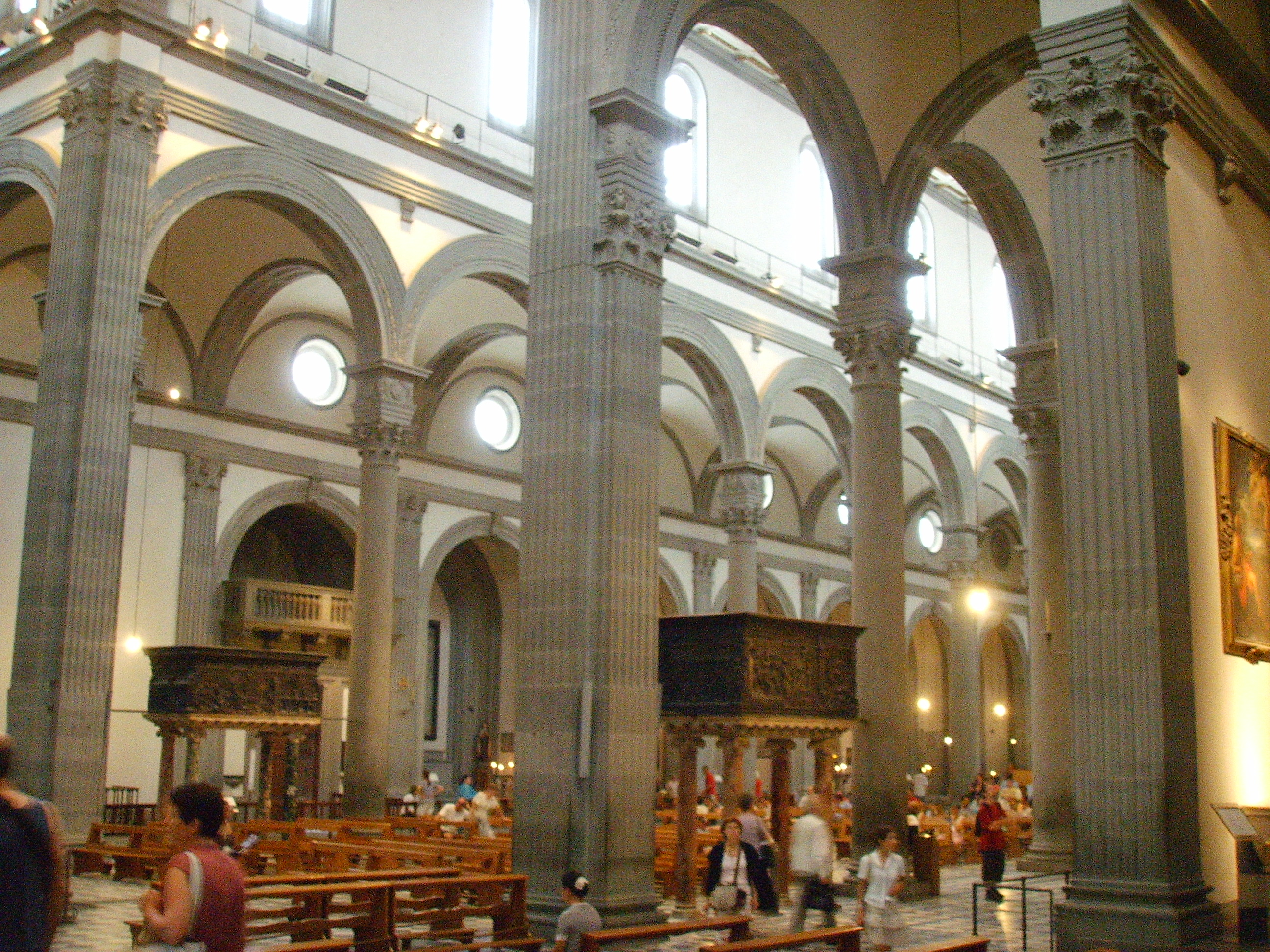
Interior de la basílica de San Lorenzo (Florència) on s'aprecia la situació dels púlpits

Els púlpits de San Lorenzo o trones de San Lorenzo van ser les obres escultòriques que van concloure l'activitat artística de Donatello. Estan fets, en bronze, per a la basílica de San Lorenzo (Florència). Les obres es van iniciar el 1460 i Donatello se'n va fer càrrec de la planificació i el disseny, mentre que el treball el va realitzar amb l'ajut de nombrosos ajudants, entre els quals van destacar Bartolomeo Bellano i Bertoldo di Giovanni.
El púlpit o trona és un accessori arquitectònic de les esglésies destinat a la predicació, consistent en una mena de balcó, proveït sovint d'un faristol i d'un tornaveu, col·locat a una certa altura per sobre dels fidels, accessible per una escala. Derivada de l'ambó, no sol trobar-se al presbiteri, sinó adossada a la paret o a una columna aïllada o sostinguda per un pedestal. De pedra o de fusta, sovint ha esdevingut un element d'una gran riquesa artística.
El Púlpit de la Resurrecció (Pulpito della Resurrezione, en italià) es creu que va ser el primer a ser acabat, amb una menor ajuda dels col·laboradors, i és lleugerament més gran que els altres; la mida de l'obra és de 292 centímetres de longitud i 123 centímetres d'altura, si s'exclouen les columnes sobre les quals estan recolzats.
El Púlpit de la Passió (Pulpito della Passione, en italià) va ser probablement el segon a ser realitzat i, per tant, la col·laboració dels ajudants va ser més important. És lleugerament més petit que el púlpit de la Resurrecció, amb unes mides de 280 centímetres de longitud i 137 centímetres d'altura, sense comptar les columnes.

## Història
Els dos púlpits presenten dificultats als especialistes. A més de la difícil avaluació de l'autoria de l'obra, quina part va realitzar el mestre i quina els seus ajudants, s'ignora el client, encara que per regla general es creu que va ser Cosme el Vell qui va encarregar l'obra. Alguns historiadors han suggerit que els púlpits, en principi, estaven destinats com a sarcòfags, potser per al mateix Cosme i la seva esposa Contessina de Bardi, o per al seu fill Joan de Cosme de Mèdici; el possible ús com a cor de l'església sembla poc probable per les seves dimensions, ja que és massa petita. La presentació actual, amb cada púlpit sobre quatre columnes de marbre, va ser realitzada probablement anys després de la mort de Donatello.
La data se situa després del retorn a Florència de Donatello, després de l'estada a Siena (1459-1460). En el relleu del Martiri de Sant Llorenç es va descobrir una inscripció amb la data del 15 de juny de 1465, tot i que no se sap exactament si fa referència a l'acabament del relleu, a tot el Púlpit de la Resurrecció, o a la data de la seva fosa. El fet que Donatello morís el 1466, no ajuda a tenir més informació per a una possible determinació. En les seves antigues biografies, començant per la de Vasari, quan parlen de l'escultor, expliquen que amb setanta anys passava la major part del temps al llit a conseqüència de delicat estat de la seva salut. Malgrat totes aquestes qüestions, els dos púlpits es consideren els últims treballs de Donatello, la darrera obra mestra que tanca la seva activitat, portant a l'extrem la seva evolució artística, l'estudi de l'ànima humana, la composició espacial i la llibertat que ha caracteritzat tota la seva carrera.
Al segle xvi, Baccio Bandinelli va considerar els dos púlpits com a «errades» causades per la vellesa i la progressiva ceguesa del mestre, com el pitjor sortit de la seva mà. Només en segles posteriors, a partir del manierisme, i de manera gradual, s'han anat valorant aquestes dues obres. Avui dia, l'avaluació és netament benèvola, sobretot per la intensitat expressiva del llenguatge plàstic de Donatello, amb una iconografia que mostra una inventiva lliure i original pel que fa als temes bíblics.

## Púlpit de la Resurrecció

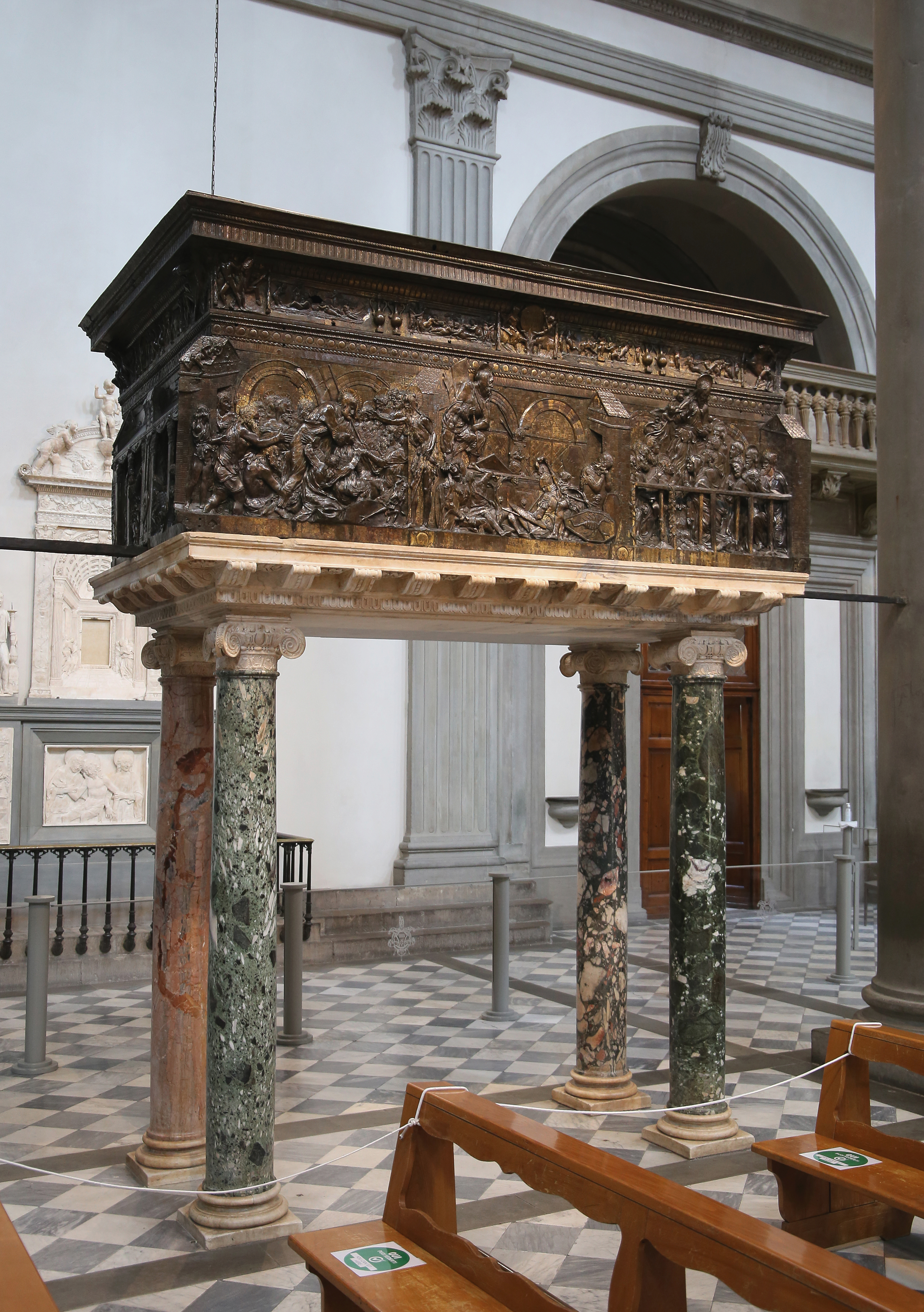
Púlpit de la Resurrecció

El Púlpit de la Resurrecció es troba a la nau dreta de la basílica. Les dues obres tenen un disseny similar, però aquest púlpit és molt més original, ja que les separacions entre els plafons no estan tan marcades per pilastres, sinó amb una sèrie de petits edificis disposats en perspectiva. A la part superior, apareix un fris continu que està decorat amb putti veremadors, centaures eròtics i cavallers enfrontats, per damunt del qual recorre un cimaci protuberant que recorda el model clàssic dels sarcòfags. El fris d'ambdues obres van ser realitzats per un col·laborador i foren executats després de la mort de Donatello. En aquest cas, el fris també conté la inscripció «Opus Donatello Flo» emmarcada en un medalló, que en general es considera un detall pòstum.
En aquest púlpit, els costats més llargs contenen tres escenes cadascun, més un altre relleu a cada un dels dos costats més petits. Els grups narren els episodis de la vida de Crist després de la seva mort, sense complir amb l'estricta seqüència narrativa dels Evangelis i amb l'addició del Martiri de Sant Llorenç, en honor del patró de l'església. Els relleus del púlpit de la Resurrecció són:
- Dones a la tomba de Crist (costat oest)
- Crist davalla al Limbe (costat sud)
- Resurrecció (costat sud)
- Ascensió de Crist (costat sud)
- Pentecosta (costat est)
- Martiri de Sant Llorenç (costat nord)

Posteriorment, al segle xvii, es van afegir dues escenes més realitzades en fusta: La coronació d'espines i Sant Lluc Evangelista.
|  |  |

### Dones a la tomba de Crist

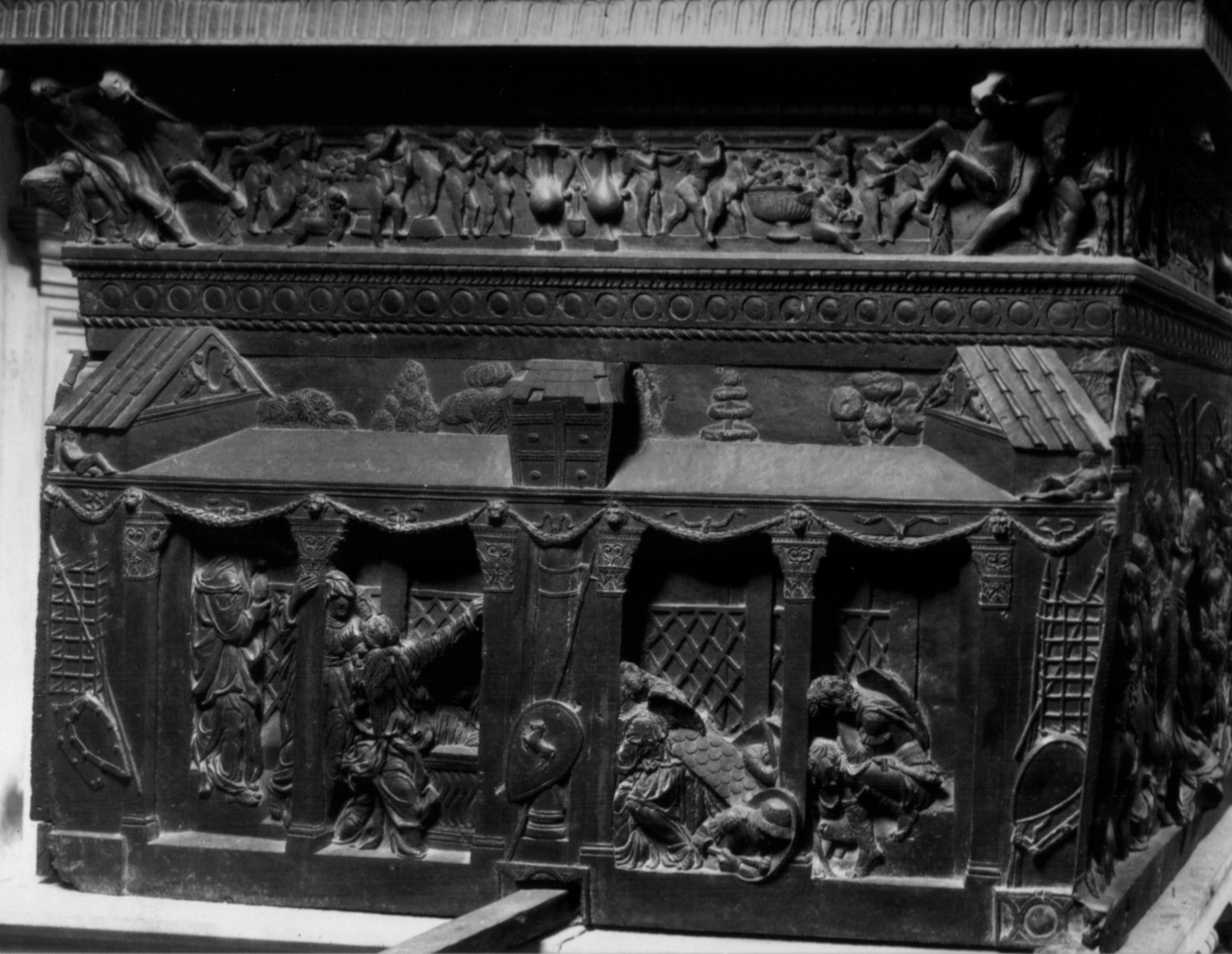
Dones a la tomba de Crist

L'escena està realitzada en un dels laterals curts del púlpit, amb una extrema llibertat de composició. L'escenari és una espècie de pòrtic, amb un accentuat aspecte tridimensional. Representa l'interior de l'edifici, amb dos laterals en perspectiva i una coberta que sobresurt; al centre, hi ha una espècie de pilastra per a la partició, amb una reminiscència del que serien cassetons. A ambdós costats es troben les armes i la graella de sant Llorenç, mentre la part principal consta del pòrtic amb unes columnes de capitells composts, que estan rematats per caps de lleons. La part posterior del pòrtic mostra una gelosia, on es poden veure grups d'arbres que sobresurten per damunt del pòrtic.
A la part central hi ha un pilar doble, on hi ha recolzada una columna, una llança i un escut amb un cavall rampant; el pilar divideix l'àrea en dues parts: a la dreta, un àngel obre la tomba amb els tres guàrdies adormits, i a l'esquerra, hi ha les tres Maries. Les tres dones estan representades en diferents actituds que corresponen a diferents graus d'emoció, abans, durant i després de la revelació angelical: 
- La primera dona, a l'esquerra, no sap res de la notícia de la resurrecció, i ascendeix per les escales en silenci i amb un pot d'ungüent a la mà. Té el cap abaixat, i expressa un dolor intern.
- La segona dona està parlant amb l'àngel; escolta la notícia amb estupor tot recolzant-se sobre una columna.
- La tercera dona ja n'està assabentada, i gira el seu rostre sobre el sarcòfag buit, en una explosió de dolor extravertit. El sarcòfag és diferent en cada una de les dues escenes.[6]

### Crist davalla als Llimbs
En el costat principal de la part sud del púlpit, Crist davalla als Llimbs és la primera de les tres escenes, representacions que es tracten alhora com si es realitzessin en tres sales del mateix edifici. Les parets estan decorades amb una densa xarxa de maons i amb arcs al fons. Es mostra Crist que, immediatament després de la Resurrecció, rescata els homes justos i se'ls enduu amb ell al cel. Hi són presents tots els profetes i els sants de l'Antic i el Nou Testament, personatges que van morir abans que ell; cada un porta un halo, la seva corona de santedat. Entre tots destaca Sant Joan Baptista, que està dret, davant la partició que separa en perspectiva la següent escena. Els beats s'amunteguen prop del Salvador; en general l'escena desprèn un ambient d'alegria, com si ja sabessin el seu imminent destí, però ho fan amb una ordenada participació.
A la part inferior dreta es pot observar un diable que fuig aterrit. Té atributs demoníacs, amb les potes d'una au, la serp retorta i la figura mal proporcionada.
En aquesta i les dues escenes següents, el dibuix, i probablement el model de cera, es considera completament autògrafa del mestre, mentre que la fosa es considera com una feina dels seus ajudants.

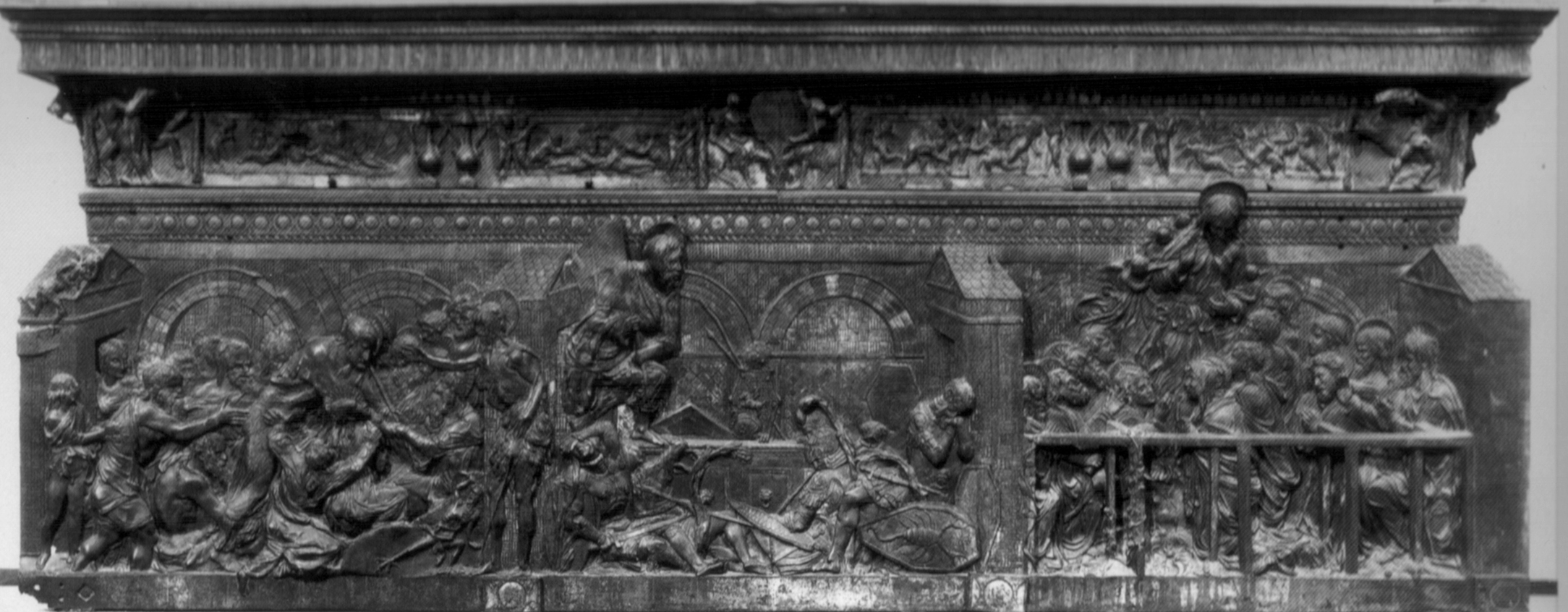
Crist davalla als Llimbs, Resurrecció i Ascensió

### Resurrecció
La Resurrecció i Ascensió realitzades a continuació estan dominades per la figura de Crist triomfant, que s'alça a la muntanya, molt per damunt de la línia de la cornisa del relleu, posició des d'on domina tota l'escena. Els guàrdies armats estan tots adormits en diverses posicions i la seva armadura i equipament s'han realitzat amb una gran cura i realisme. Els escuts heràldics estan decorats amb diversos símbols: un escorpí, un putto a cavall i la grafia SPQR.
Crist alça l'estendard de la creu i està vestit encara amb els llenços fúnebres; un peu descansa sobre la tomba i comença la seva marxa cap a la redempció. Però la seva aparença, més que triomfant, sembla mostrar la del tribut físic que l'ha conduït fins a la mort. Aquest enfocament s'aparta de la cristologia tradicional i la composició és molt original, situada en un costat, en lloc de la típica forma triangular amb Crist a la cimera.

### Ascensió
L'Ascensió està ambientada en una sala tancada per un balcó que apareix en un primer pla; a la seva barana hi ha tota mena de plantes. Crist comença a ascendir entre les imatges dels apòstols i la Mare de Déu que estan disposats en un semicercle, envaint part de la cornisa superior del relleu. Uns petits àngels ajuden Crist en la seva ascensió. A la mà esquerra, sosté un llibre, un símbol material de les escriptures.

### Pentecosta

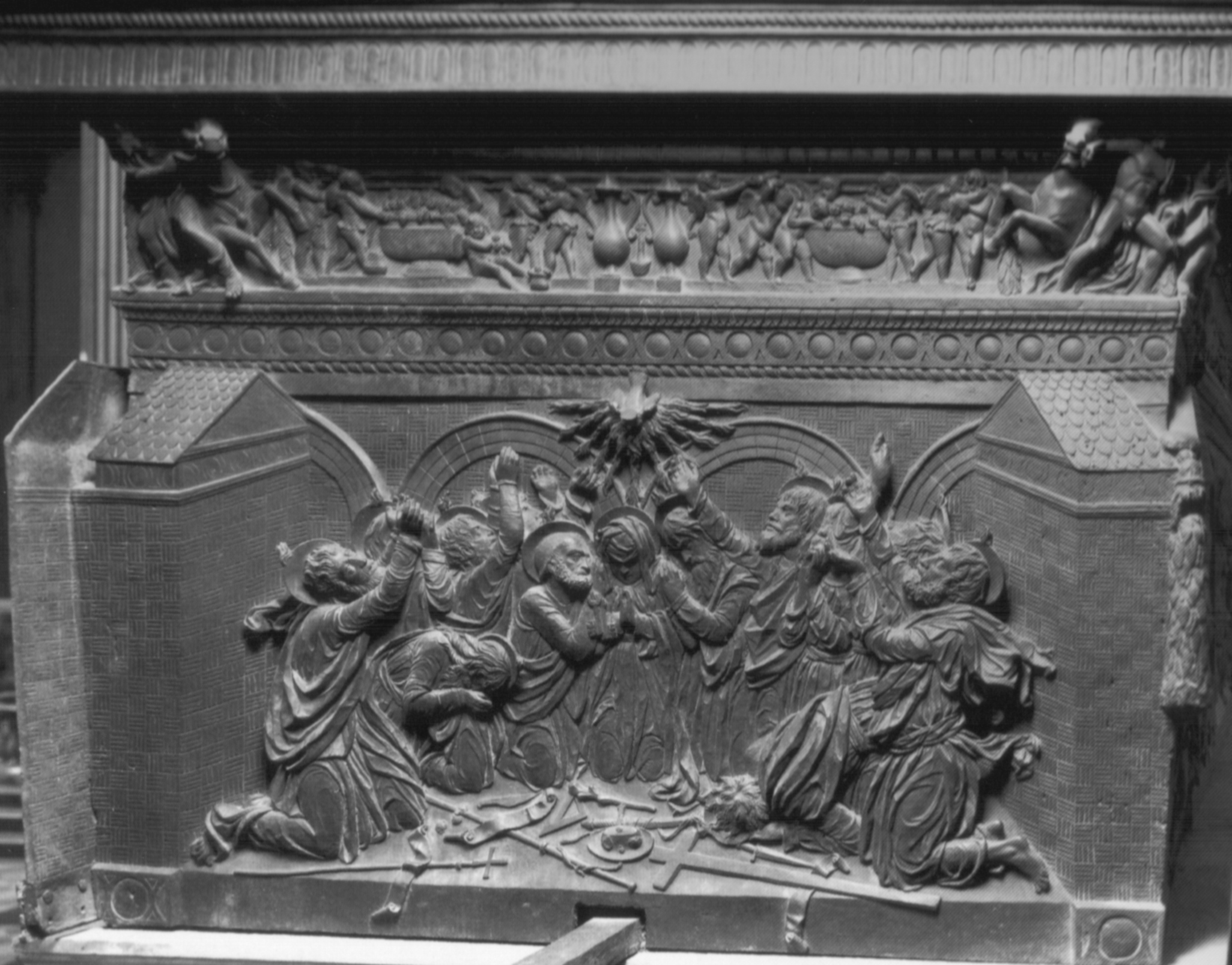
Pentecosta

L'escena de la Pentecosta es troba al costat curt, orientat cap a l'est. Dins d'un edifici pràcticament idèntic als de les escenes principals del costat llarg que està orientat cap al sud, Maria i els apòstols estan disposats en un semicercle, i estan prop d'una sèrie d'objectes simbòlics. A dalt, el colom de l'Esperit Sant està alliberant les flames del cap dels apòstols i la Mare de Déu. Les reaccions de diversos personatges són molt diverses: la concentrada oració de Maria, el temor neguitós d'aquells que aixequen la mà, alguns que amaguen el seu rostre amb les seves mans, o d'altres que estan prostrats a terra per la commoció davant la intensitat del fenomen.
El disseny, com a mínim, és obra de Donatello, però en aquest grup ha estat reconeguda la participació de Bellano; es coneix pels plecs de les robes com un pany humit i la forma esquemàtica amb què queden definits els cabells i les barbes.

### Martiri de Sant Llorenç

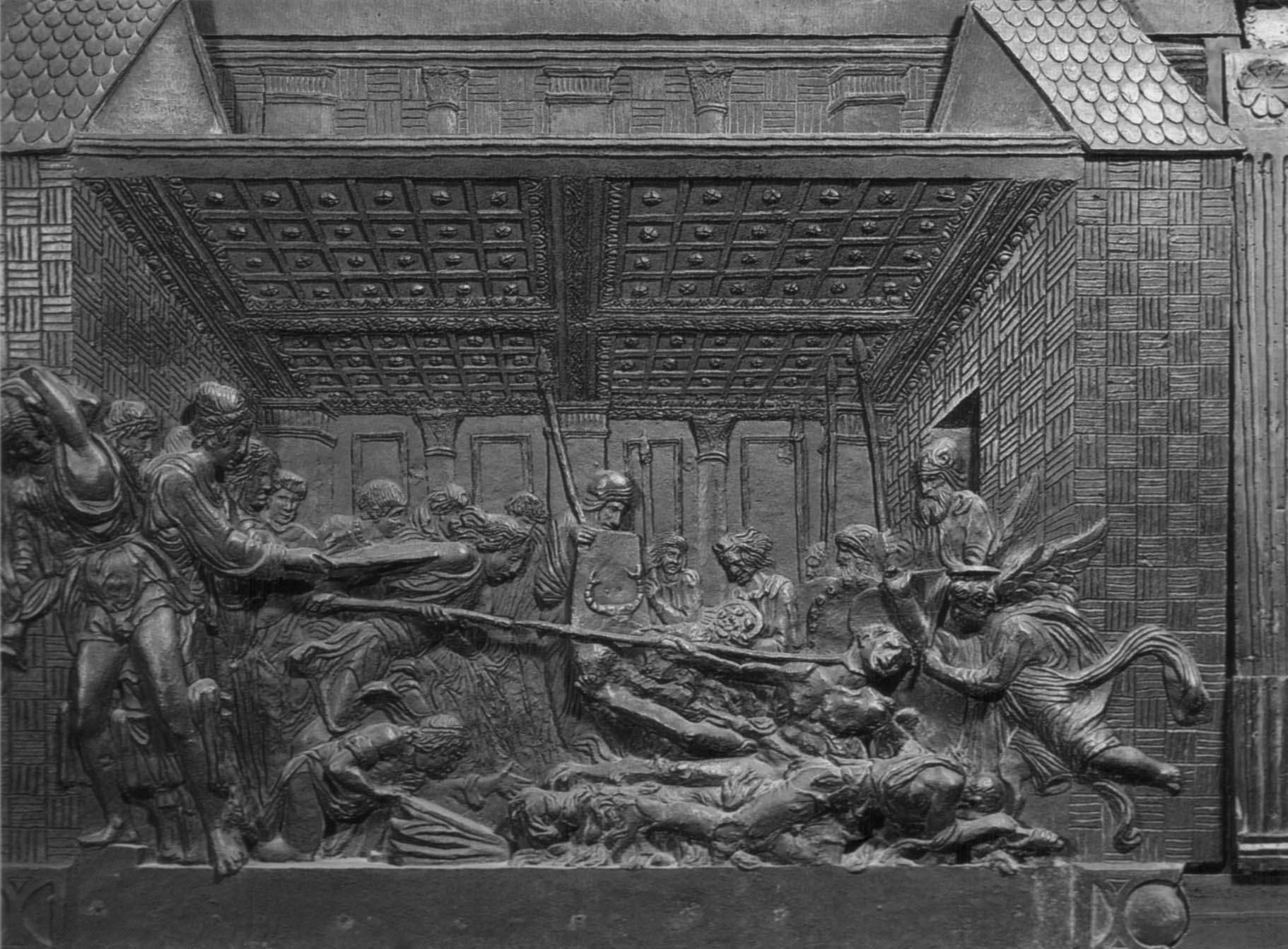
Martiri de Sant Llorenç

El Martiri de Sant Llorenç es troba en un complex quadre amb molta perspectiva. Hi ha una casa amb les portes obertes on es poden veure les parets laterals i el fons, el sostre i, al damunt, un últim fons de columnes i pilars. Tot això s'aconsegueix gràcies al fet que el punt de vista és des de baix; d'aquesta manera s'aconsegueix una dramatització més gran tenint present la visió que té l'espectador que contempla el relleu.
L'escena està composta d'una manera espectacular, i evidencia el martiri amb unes línies de força incidents; entre elles hi ha sant Llorenç, situat a la graella que crema, que mostra espasmes de dolor, i el botxí, seguint ordres, empeny amb un pal llarg acabat en una pinça per a subjectar el coll del pobre màrtir. Diversos personatges observen l'escena, molts d'ells soldats, i assisteixen impassibles al martiri; només alguns mostren una mica de dolor, entre ells una dona amb un plat a la mà i una altra que apareix mig amagada. A la part inferior, un servent amb una manxa manté el foc encès.
Sobre la paret dreta d'aquesta escena està gravada la data del 15 de juny de 1465, l'única que apareix a tots dos púlpits. És clar que va ser abans de la mort del mestre, però no queda clar si es refereix a la data d'acabament del púlpit, a la de tot el grup, o del model de cera del relleu preparat per a la corresponent fosa del metall.
Aquesta és l'única escena dels dos púlpits que pot atribuir-se totalment a la mà de Donatello en totes les etapes del procés.

## Púlpit de la Passió

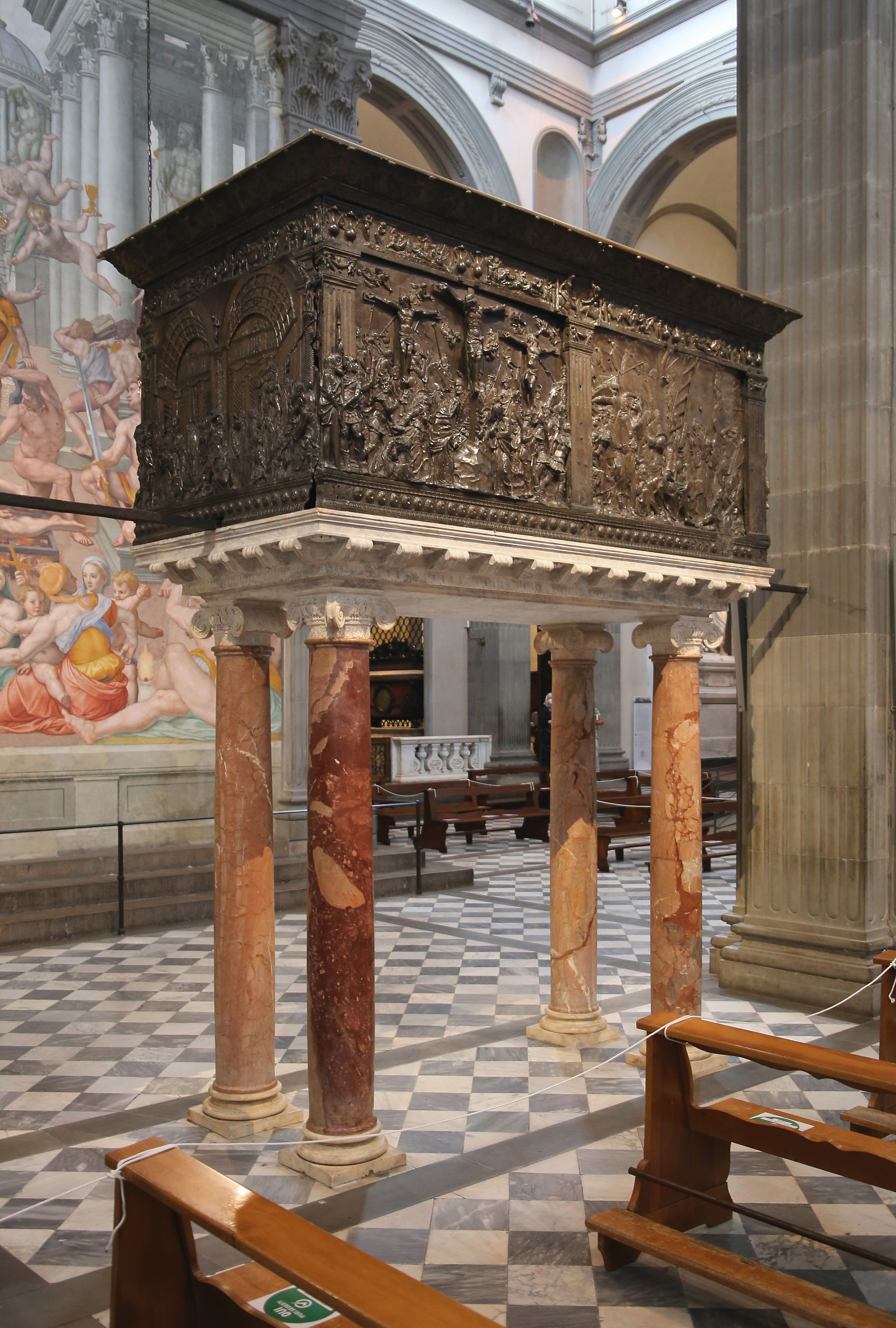
Púlpit de la Passió

El Púlpit de la Passió es conserva a la nau esquerra de l'església. Les dues obres tenen un disseny similar, però és molt més regular en el cas del Púlpit de la Passió, que està emmarcat per una sèrie de pilastres acanalades. La llibertat de la composició, la lleugeresa i la riquesa dels relleus, en general, s'ha interpretat com un signe de l'autoria de Donatello pel que fa al disseny de les escenes i la configuració dels models en cera, mentre que devien haver estat realitzats per Bellano la fosa del metall i la cisellada final, els plecs que s'aprecien com si estiguessin mullats, l'estil de les barbes i el cabell i la repetició dels detalls, molt més monòtona. Algunes parts de la tècnica semblen esbossades, en una espècie de non-finito.
No és fàcil saber en quin grau Donatello va participar en aquesta obra, però és un fet evident la semblança que presenta amb altres obres atribuïdes al mestre com, per exemple, amb la Lamentació de Crist mort, actualment a Londres, que encaixa perfectament amb l'emotivitat i les escenes de gran expressivitat de l'última fase de la vida de l'artista.
Els relleus del Púlpit de la Passió són: 
- Oració de l'hort (costat sud)
- Crist davant de Pilat i Caifàs (costat est)
- Crucifixió (costat nord)
- Davallament de Crist (costat nord)
- Sant enterrament (costat oest)

Als dos costats llargs del púlpit es representen dues o tres escenes de la Passió, més un altre relleu que estan esculpits a cada un dels dos costats més petits, que fan un total de set relleus. Hi ha dues escenes de fusta afegides al segle xvii, que representen La flagel·lació i Sant Joan Evangelista, situades al costat sud.
|  |  |

Els relats de la Passió es van realitzar amb una gran riquesa de detalls, faltant l'escena de l'últim sopar: potser l'absència es pugui relacionar amb el fet que molt a prop hi ha l'altar major, on diàriament, durant la missa, es commemora aquest episodi.

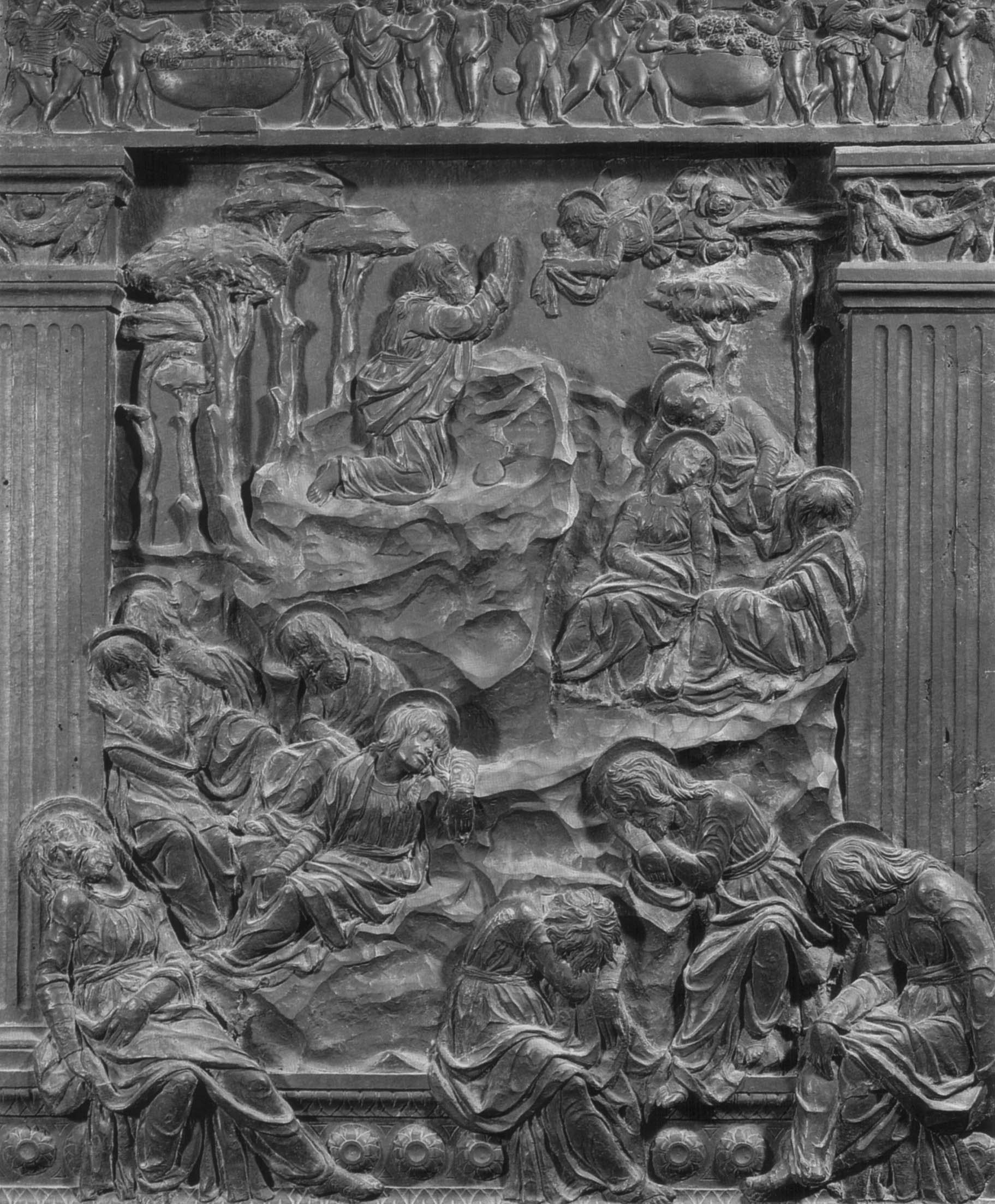
Oració de l'hort

### Oració de l'hort
El relleu de l'Oració de l'hort mostra l'escena del mont de les oliveres de Getsemaní. A la part superior, la figura de Crist pregant amb la presència d'un àngel. Els apòstols estan situats en un altre pla; s'han quedat adormits i estan parats, en grups que progressivament són d'una mida més gran, com més prop són de l'espectador, d'acord amb les regles de la perspectiva. Els últims es troben asseguts sobre el marc de la representació, en correspondència amb el criteri que busca una llibertat d'espai, recurs típic de les millors obres de l'artista, i amb el que aconsegueix traspassar els límits lògics del quadre.
Els apòstols són onze, com en el text evangèlic; en aquest moment falta Judes Iscariot que ha anat a informar els sacerdots del Sanedrí. La gran llibertat d'aquesta composició sempre ha estat atribuïda a Donatello, mentre la seva resolució i cisellada va ser realitzada per Bellano.

### Crist davant de Pilat i Caifàs

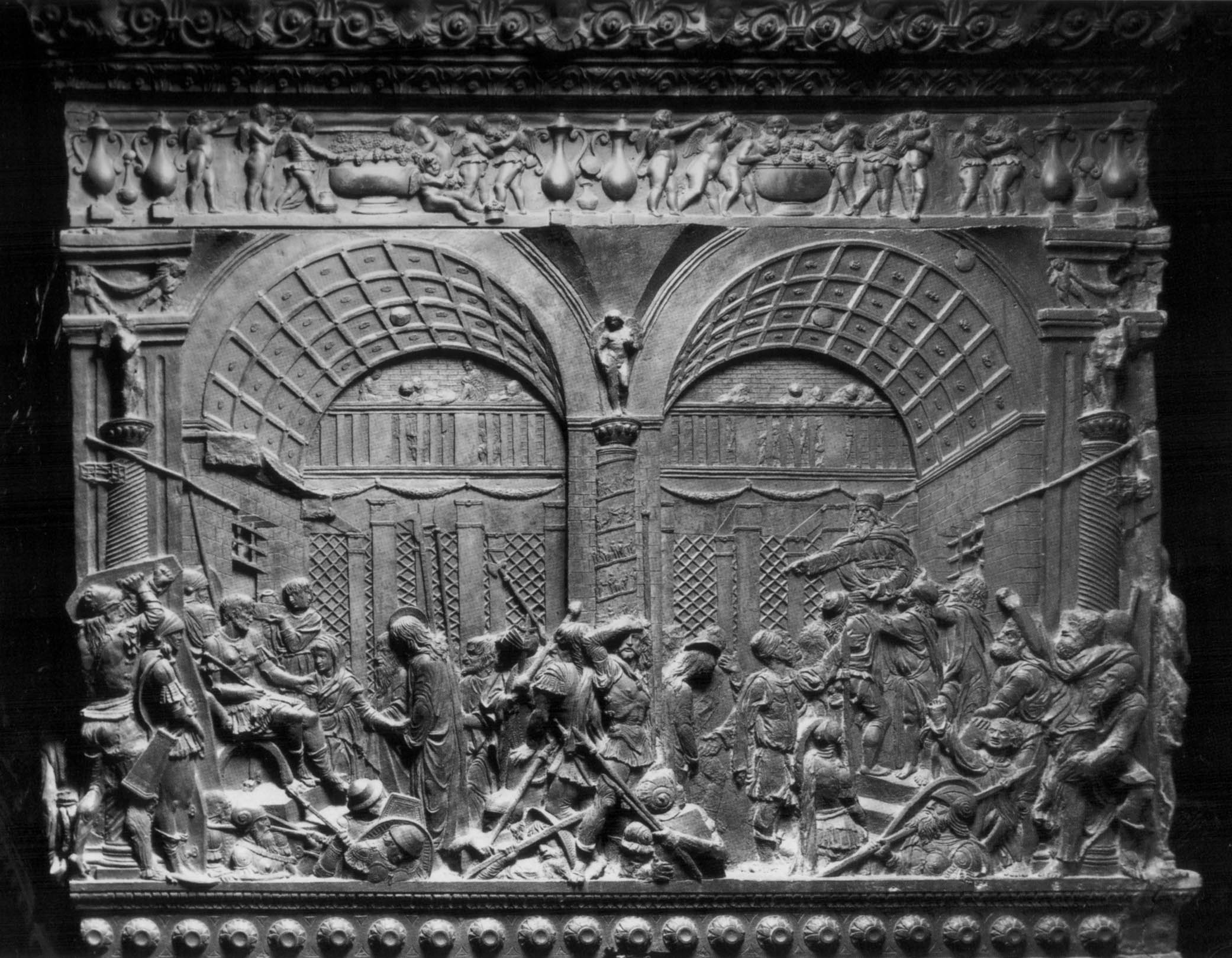
Crist davant de Pilat i Caifàs

Les dues escenes es representen en una única habitació que està dividida per dos amplis arcs que, a la part davantera, estan separats per un pilar central; està adornada amb figures en forma d'espiral al fust. Les altres dues columnes, situades als extrems del quadre, presenten estries en forma d'espiral als seus fusts. Les tres columnes estan coronades per un putto alat, i a la part inferior dels arcs es mostren els personatges. En aquest relleu s'observa un virtuós exercici de la perspectiva.
La doble escena mostra primer l'interrogatori de Crist davant Caifàs, el suprem sacerdot, i després el que es realitza davant el prefecte romà, Pilat. L'acció principal es du a terme en el centre d'un remolí de múltiples esdeveniments; Jesús és relegat en un racó de l'escena de Caifàs, però l'eloqüent gest del sacerdot permet la clara identificació de Jesús que, a més a més, porta una aurèola sobre el seu cap.
Les figures del primer pla estan disposades en les actituds més diverses. El grup de soldats, que estan darrere del marc, s'ha esculpit mostrant només el bust de les figures, un truc diferent del de les figures que es veuen a l'altre relleu de l'Oració de l'hort, però amb la mateixa finalitat que és la d'aconseguir un efecte d'una gran profunditat visual. Són molts els sentiments i els estats d'ànim que es poden apreciar, així com altres detalls curiosos, com són que el servent de Pilat té dues cares, potser per simbolitzar el doble joc del procurador romà.
El disseny i la construcció d'aquest relleu s'atribueixen a Donatello, i a Bellano l'acabament del bronze.

### Crucifixió

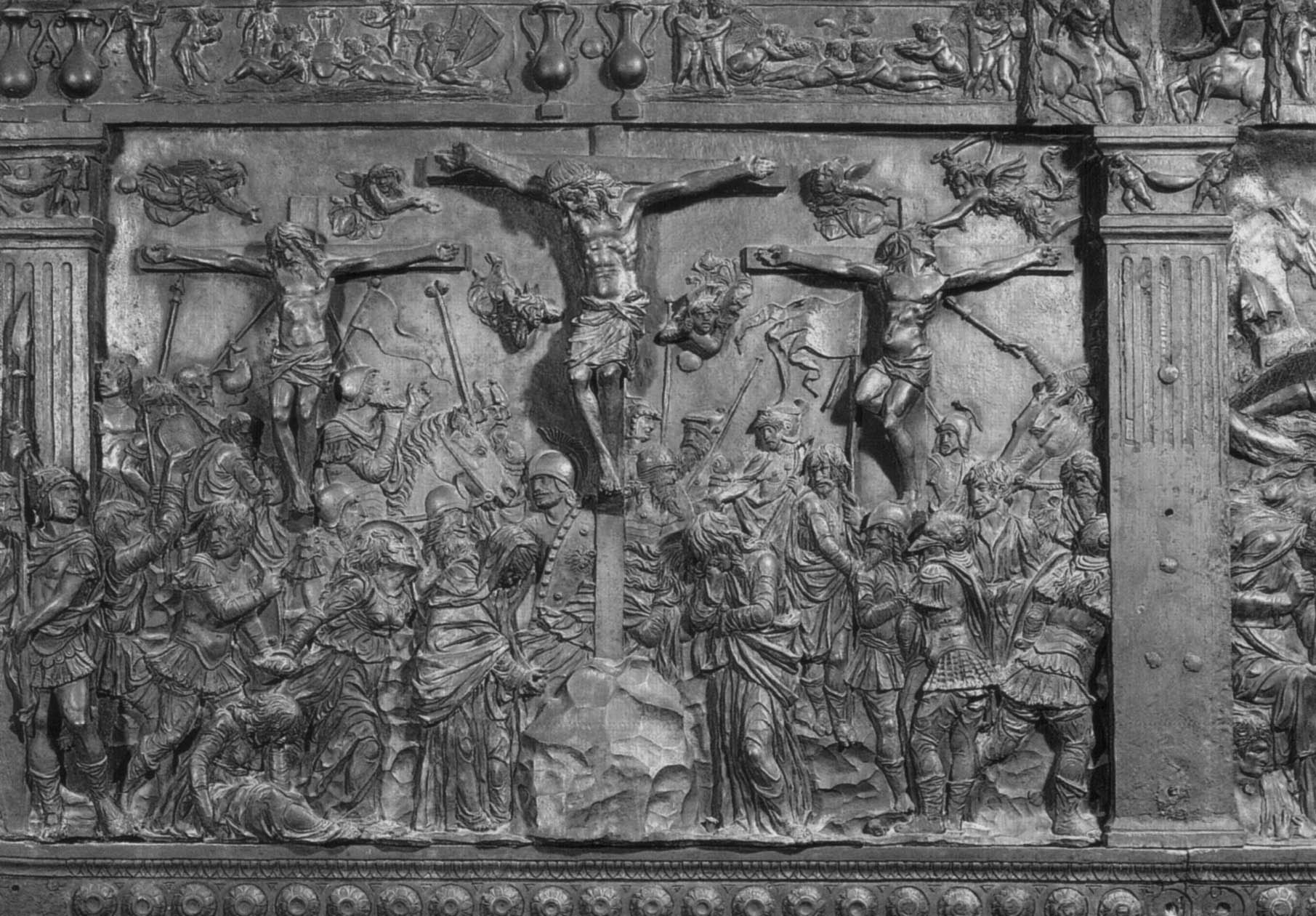
Crucifixió

La Crucifixió és, amb el Davallament, el relleu més dramàtic de l'escena del púlpit. Mentre que a la part superior central s'està consumant la tragèdia de la Passió, una multitud, incloent-hi molts soldats amb els seus cavalls, sembla ignorar l'esdeveniment. El dolor de les dones que estan als peus de la creu, escena representada d'una manera similar a la Lamentació per Crist mort, mostra diversos graus de dolor, que van des del plor silenciós, passa pels crits de la desesperació, fins al gran descoratjament que expressa una figura doblegada sobre terra. A la part superior es troben els àngels; alguns estan representats en un escorç perfecte. El lladre de la dreta, torturat pels soldats, també és tractat cruelment a fuetades per un dimoni, que l'estira dels cabells obligant-ho a realitzar una contorsió.
La majoria dels estudiosos atribueixen la Crucifixió a Bellano, que va seguir les pautes de Donatello.

### Davallament de la Creu

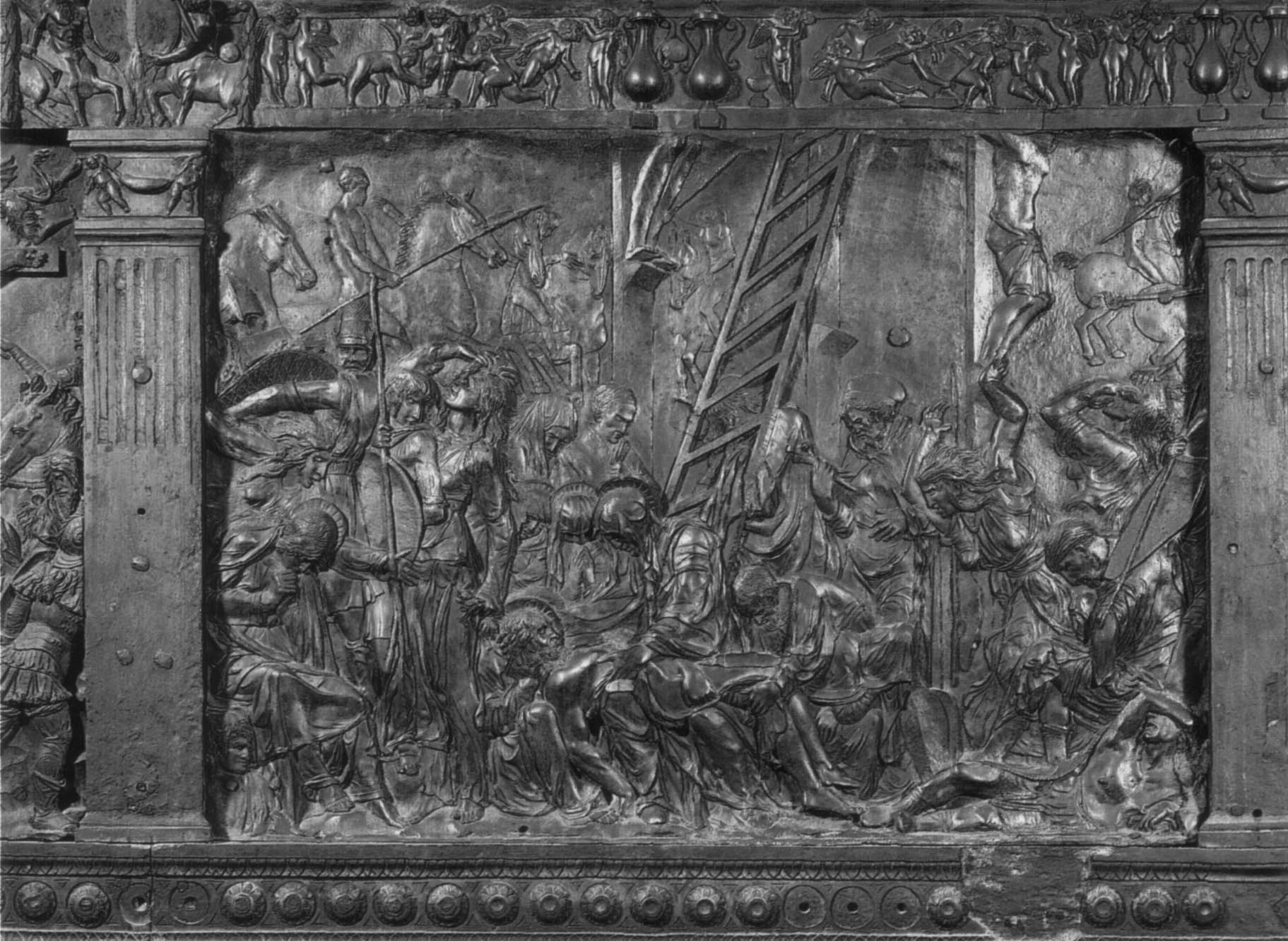
Davallament de la Creu

El Davallament de la Creu està ambientat en el mateix lloc que l'escena anterior de la crucifixió, però amb un tall marcadament inferior, amb les creus situades a la part superior, però deixant només veure els peus i les extremitats inferiors dels condemnats. Una gran diferència s'observa en l'escala vertical amb què el cos de Crist és retirat de la creu. Maria està abraçada al seu fill ja mort; els altres personatges, també en aquest cas, expressen les diferents gradacions del dolor entre els quals destaquen les dues dones de la dreta que mostren una furiosa expressió que els empenta a cridar i agitar els seus braços, una iconografia inspirada en els antics sarcòfags grecs en el que apareixien les mènades, seguidores del culte al déu Dionís que sovint acabaven en ritus orgiàstics.
En comparació amb l'escena anterior, gairebé tots els personatges se centren en l'acció, inclosos els que no es preocupen per les conseqüències dels fets, com els soldats; només al fons, s'observa el pas alguns genets que ignoren el drama, i que estan representats pel baix relleu en stiacciato.
L'escena s'atribueix a Donatello per la gran càrrega patètica i la narració sense escrúpols; la fosa correspondria al treball de Bertoldo, qui també devia realitzar els genets del fons.

### Sant Enterrament

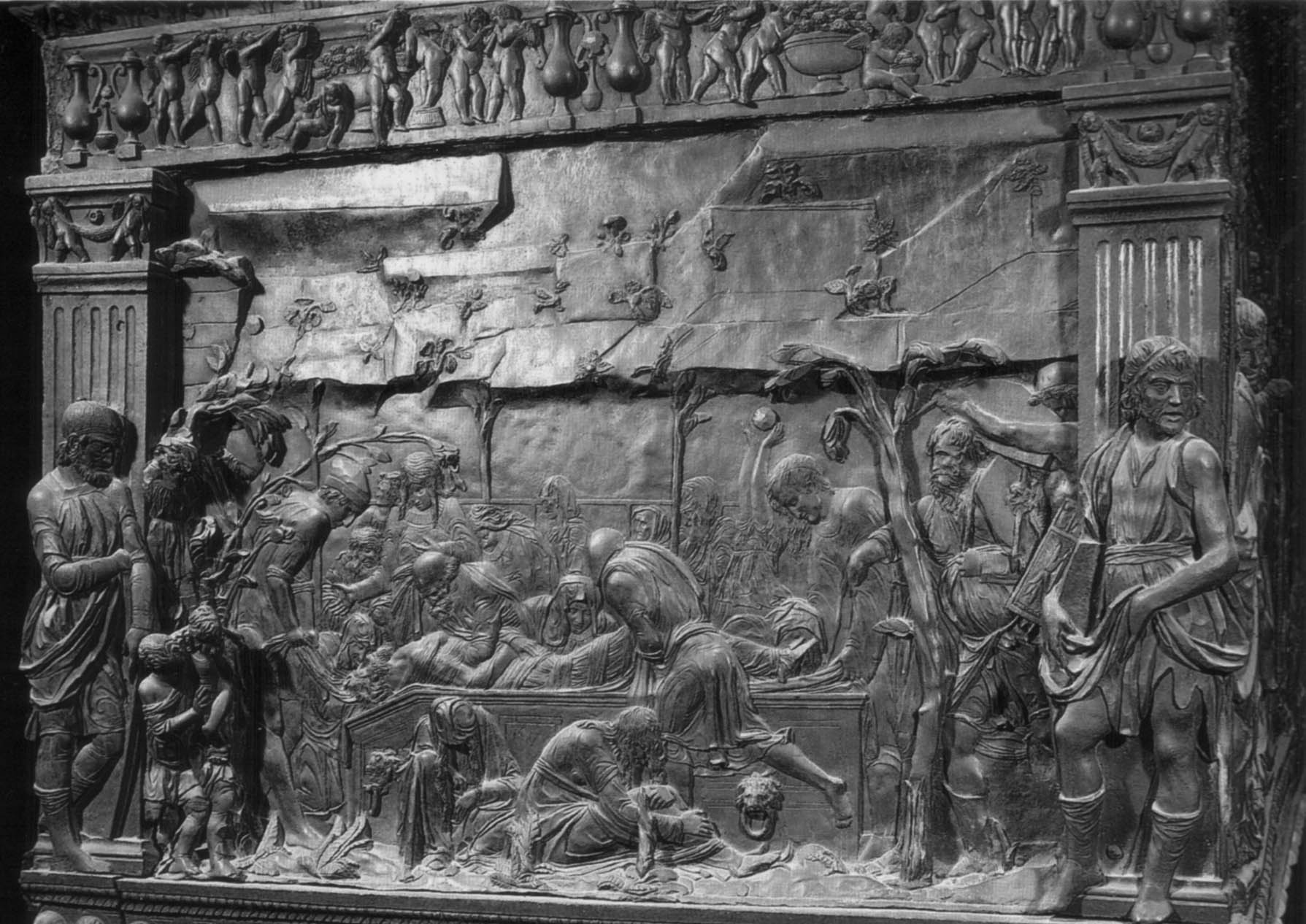
Sant Enterrament

El Sant Enterrament és l'escena que ve a continuació de les dues precedents i està ambientada dins un clima de més serenitat. El ritu de l'enterrament es porta a terme a l'antic sarcòfag, amb un escorç d'acord amb la corresponent desviació de la visió que comporta la perspectiva inferior; l'escena està situada entre dos personatges de mida més gran que estan col·locats sobre les pilastres laterals, com si fos una violació de les fronteres naturals del que es representa. Al seu voltant es disposen diverses figures en un semicercle; la distància s'aprecia de manera progressiva, no solament per la mida de les figures, sinó també per la profunditat del relleu, cada cop més subtil, fins a gairebé perdre's al fons.
L'ambientació de la cova és suggerida per algunes pedres quadrades que es veuen a la part superior, esquitxades amb llavors de plantes silvestres. Algunes dones continuen sent presa del dolor, però d'una forma més serena, com Maria que besa el rostre del seu fill per última vegada, o les dues figures que, assegudes a terra, inclinen el cap empeses pel sofriment. Altres personatges del fons semblen desinteressats en el que està succeint, tot i haver estat testimonis de la pena de mort. En aquesta escena és evident que s'han seguit models que són una conseqüència dels estudis de l'art de l'antiguitat; per exemple, el Crist té un cos amb una precisió anatòmica «a l'antiga», i les dones recorden a les desesperades mènades dels sarcòfags romans.
L'escena és, com l'anterior, atribuïda a Donatello en col·laboració amb Bertoldo, mentre que es considera que pertanyen a Bellano les figures de les pilastres que hi ha entre les escenes.